# Construction du jeu
La construction du jeu en sport correspond à l’activité déployée pour organiser ses actions. Dans les sports d’opposition, elle cherche à organiser le jeu de manière adaptée et stratégique. Il s’agit donc pour l’athlète d’agencer et d’ajuster ses actions compte tenu de la situation en présence. Cette manière de faire s’oppose à l’utilisation d’attaques directes, souvent donc trop voyantes, qui ne pourraient peut-être pas aboutir.

## Définition
Dans le dictionnaire Larousse de la langue française, Lexis de 1979, on trouve la définition de « construire » suivante : v.tr. « Construire quelque chose, assembler selon un plan les éléments d’un édifice, d’un appareil, d’un ouvrage de l’esprit, d’une phrase (…) ». Pour « construction » nous trouvons : n.f « Action ou manière de construire ».

## La construction du jeu en sport d’opposition individuel
En sports de combat, on dit d’un combattant qu’il « construit » lorsque celui-ci utilise certains moyens plus ou moins élaborés pour marquer des points ou finaliser le match. 
La construction du jeu en sport consiste à mettre en place un ensemble de procédés, de démarches et de dispositifs de façon stratégique. Cette façon de bâtir et d’agencer peut contribuer à l’application d’un plan d’action (plan tactique). Elle touche trois domaines de l’opposition : l’adaptation au comportement adverse, la manœuvre et l’exploitation de l’adversaire. Ces dernières s’expriment dans deux compartiments de jeu, l’offensive et la contre-offensive. 

### Illustration ensports de combat de percussion(boxe,karaté,taekwondo, etc.)
Quelquefois, dans les sports de plein-contact on entend au bord de la surface de combat, les entraîneurs dirent à leurs poulains : « construit au lieu d’essayer de rechercher le coup dur ! ». Cela signifie que le coach demande à l’athlète d’organiser un jeu qui va permettre de trouver des solutions et ainsi marquer des points.
En termes de construction, on peut situer trois façons principales de faire : 
- « Enchaîner des actions » : se concrétise souvent un nombre important de coups afin de prendre à défaut l’adversaire. Le but est de « déborder » la défense adverse.
- « Manœuvrer l’adversaire » : les moyens employés pour prendre en défaut l’opposant peuvent être divers (manipulation et tromperies de toutes sortes). On recense, l’attaque différée, la simulation (feinte et piège), pressing, cadrage, etc.
- « Utiliser le comportement adverse » : chercher à atteindre certaines cibles en utilisant l’activité adverse et en exploitant les caractéristiques de l’opposant. Ex. : porter les actions à des moments opportuns (« attaque dans l’attaque » ou « attaque sur le retour en garde adverse ») ou « casser la distance » avec un adversaire longiligne afin de neutraliser ses actions à grande distance.

Exemple d’action de construction : 
1. Observation : (A) est un attentiste en jab notamment
2. Décision tactique : (B) va appâter le coup de poing et contrer en coup de pied direct (front-kick)